# 10638 McGlothlin
10638 McGlothlin eller 1998 SV54 är en asteroid i huvudbältet som upptäcktes den 16 september 1998 av LONEOS vid Anderson Mesa Station. Den är uppkallad efter Gerald R. McGlothlin.
Asteroiden har en diameter på ungefär 15 kilometer.